# Dockteaterverkstan

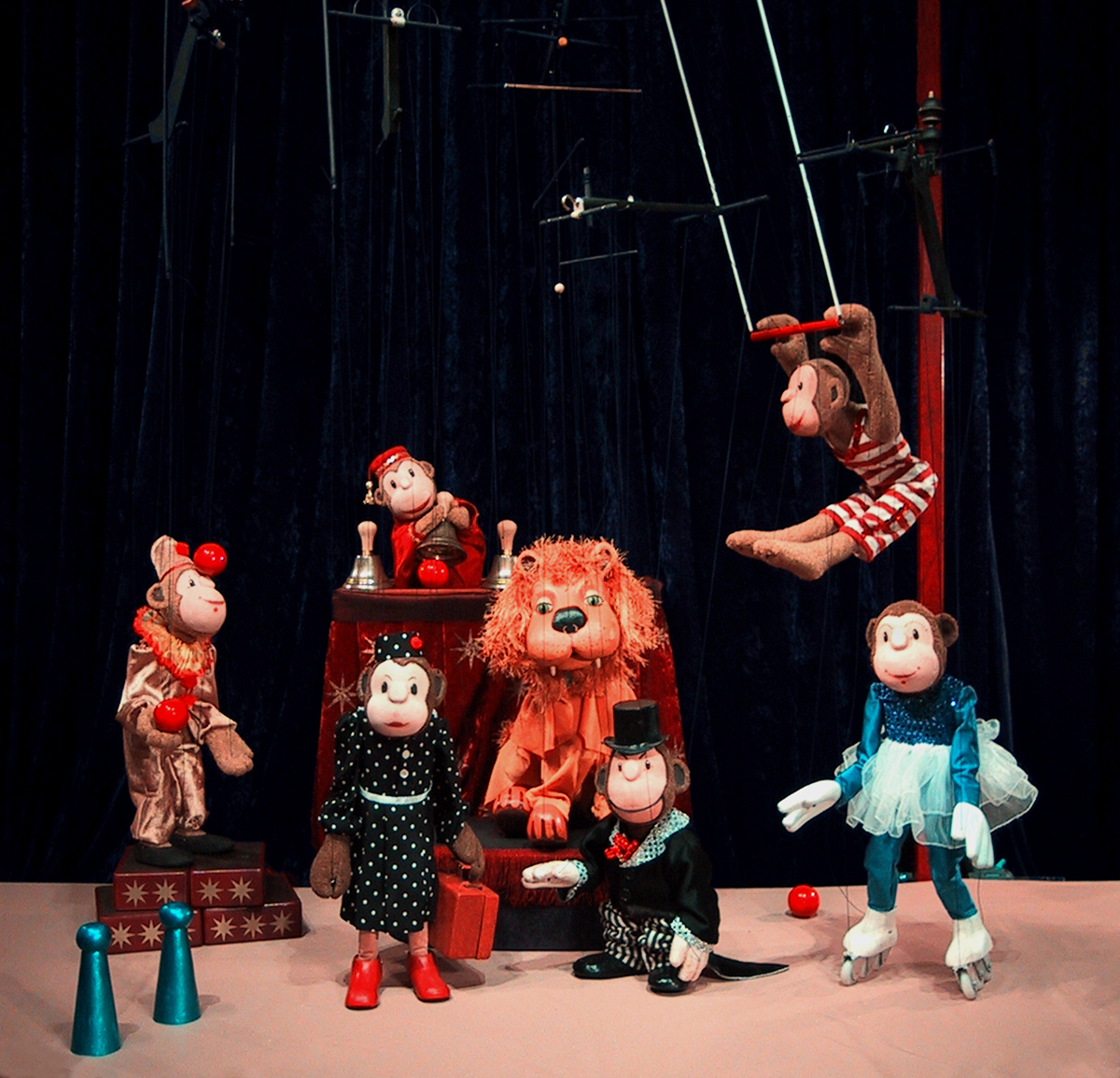
Föreställningen Apkonster

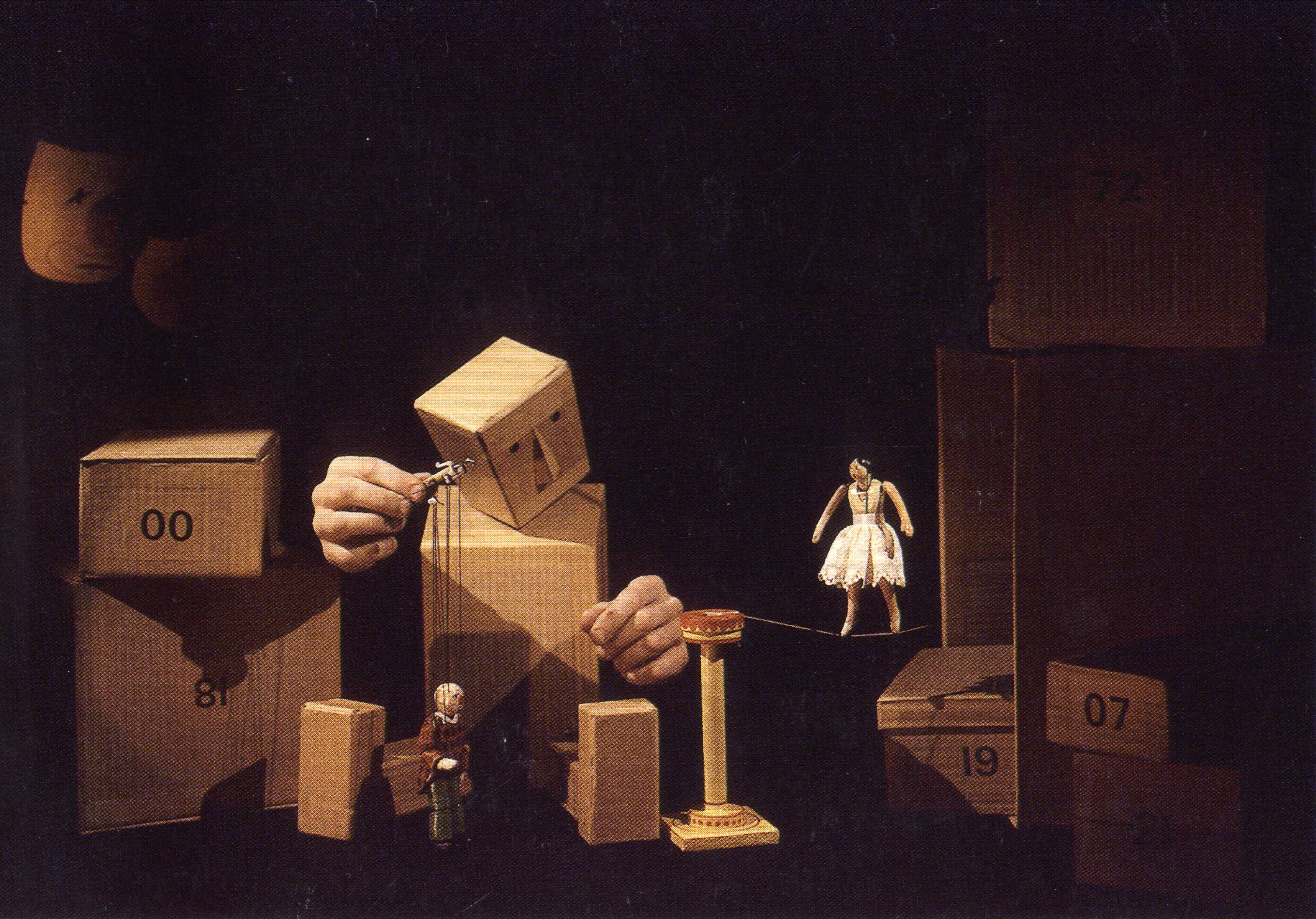
Föreställningen Larssons lager

Dockteaterverkstan är en fri teatergrupp i Osby med inriktning på barnteater.
Dockteaterverkstan, ekonomisk förening drivs sedan dess etablering 1977 av Cecilia Billing och Anders Lindholm. Den har sedan dess gjort 18 produktioner, bland andra Apkonster som spelats från 2003. Teatergruppen, som turnerar i främst Sverige, har fått ekonomiskt stöd av Statens kulturråd fram till 2013.

## Utmärkelser
Dockteaterverkstan har mottatt flera utmärkelser, härunder
- Kristianstads läns Kulturstipendium 1981
- Arbetarnas bildningsförbund-Nordskånes Kulturpris 1988
- Osby kommuns Kulturpris 1992